# Claire Dorland-Clauzel
Pour les articles homonymes, voir Dorland et Clauzel.
Claire Dorland-Clauzel, née le 15 novembre 1954 à Rennes (Ille-et-Vilaine), est une personnalité française du monde des affaires. De 2008 à 2018, elle est directrice du développement durable, des marques, du Guide Michelin et des relations extérieures du groupe Michelin. Elle était également membre du comité exécutif du groupe durant cette période.

## Biographie

### Études
Après avoir étudié au Cours Maupré et au Collège d'Hulst (aujourd'hui tous deux absorbés par le lycée Paul Claudel-d'Hulst, dans le 7e arrondissement de Paris), Claire Dorland-Clauzel suit un cursus khâgne au lycée Henri-IV, puis obtient une maîtrise d’histoire à la Sorbonne Paris, suivi d’un doctorat de géographie de l’institut de géographie. En 1988, elle sort diplômée de l'École nationale d’administration (promotion Montaigne).

### Fonction publique
De 1988 à 1993, à sa sortie de l’ENA, Claire Dorland-Clauzel rejoint la direction du Trésor où elle exerce différentes fonctions. En 1993, elle rejoint le groupe Usinor-Sacilor en qualité de directrice financière adjointe,.
De 1995 à 1997, elle rejoint le ministère de l'Économie et des Finances comme conseillère technique du cabinet du ministre Jean Arthuis et d'Yves Galland, chargé des affaires monétaires et financières[réf. à confirmer]. En 1997, elle est nommée responsable des bureaux « assurances de personnes » et « assurances de dommages » à la direction du Trésor, et travaille notamment sur la proposition de loi de Jean-Pierre Thomas sur l'épargne retraite.

### Carrière dans le privé

#### Axa
En 1998, Claire Dorland-Clauzel rejoint le groupe d’assurances Axa à la tête du pôle audit et contrôle de la branche française et devient membre du comité exécutif. En 2000, elle est nommée directrice générale de la branche support de la compagnie d’assurances, puis directrice de la marque, de la communication et du développement durable du groupe AXA en 2003, et membre du comité de direction.

#### Michelin
En 2008, Claire Dorland-Clauzel remplace Jacques Jordan à la direction de la communication et des marques du groupe de pneumatiques Michelin et devient membre du comité exécutif du groupe (COMEX),. En 2009, elle pilote la première campagne mondiale de communication de Michelin axée autour du slogan “A better way forward” et d’un film d’animation, “Bib’s world”. Le 1er juin 2012, elle se voit également confier la direction des affaires publiques, ainsi que la supervision de Michelin Travel Partners et Michelin Lifestyle. À ce titre, elle supervise la direction du guide Michelin, un service d’aide à la mobilité et “contenu de marque”  qui permet au manufacturier de se « différencier des autres fabricants de pneumatiques ». En novembre 2014, elle officialise le lancement des chaussures techniques Michelin, produites en partenariat avec le groupe industriel chinois Jihua.
Le 1er décembre 2014, Claire Dorland-Clauzel, toujours membre de COMEX, est nommée directrice des marques et des relations extérieures du groupe Michelin.
Elle a piloté la sortie de cinq nouveaux guides Michelin dédiés à des destinations asiatiques et américaines entre 2014 et 2017, dont le premier guide Michelin en Chine en 2016, avec une édition consacrée à la ville de Shanghai[réf. à confirmer].
De mars 2017 à mars 2018, elle est également chargée de la direction du développement et de la mobilité durables au sein du groupe Michelin. À ce titre, elle supervise l’organisation de Movin’On, une conférence mondiale sur la mobilité durable qui prend la suite du Michelin Challenge Bibendum. La première édition a lieu en juin 2017 à Montréal. Michelin y présente « Vision »,.
En février 2018, le Groupe Michelin indique dans un communiqué qu'elle quitte le groupe au 31 mars, pour diriger un vignoble dans le Bordelais : le Château La Tuilière.

## Prix et récompenses
- Chevalier de l’Ordre national du Mérite
- Chevalier de la Légion d’honneur

## Ouvrages
- Pierre-Gabriel Gonzalez, pref. Claire Dorland-Clauzel, Les objets de Michelin, Sayat, de Borée, 2014, 188 p. (ISBN 978-2-8129-1166-8)[20]